# Ајенвил
Ајенвил (фр. Haillainville) насеље је и општина у североисточној Француској у региону Лорена, у департману Вогези која припада префектури Епинал.
По подацима из 2011. године у општини је живело 172 становника, а густина насељености је износила 14,03 становника/km². Општина се простире на површини од 12,26 km². Налази се на средњој надморској висини од 324 метара (максималној 381 m, а минималној 293 m).

## Демографија
| 1962. | 1968. | 1975. | 1982. | 1990. | 1999. | 2011. |
| ----- | ----- | ----- | ----- | ----- | ----- | ----- |
| 206   | 226   | 203   | 194   | 193   | 172   | 172   |

График промене броја становника у току последњих година